# Europsko prvenstvo u vaterpolu – Budmipešta 1958.
Vaterpolsko EP 1958. deveto je izdanje ovog natjecanja. Održano je u Budimpešti u Mađarskoj od 31. kolovoza do 6. rujna.

## Konačni poredak
| Mj. | Država           |
| --- | ---------------- |
| 1.  | Mađarska         |
| 2.  | Jugoslavija      |
| 3.  | SSSR             |
| 4.  | Italija          |
| 5.  | Istočna Njemačka |
| 6.  | Nizozemska       |
| 7.  | Njemačka         |
| 8.  | Francuska        |
| 9.  | Poljska          |
| 10. | Belgija          |
| 11. | Austrija         |
| 12. | Španjolska       |
| 13. | Velika Britanija |
| 14. | Bugarska         |

| Pobjednici            |
| --------------------- |
| Mađarska Sedmi naslov |